# Les Savates du bon Dieu
Pour plus de détails, voir Fiche technique et Distribution.
Les Savates du bon Dieu est un film français réalisé par Jean-Claude Brisseau, sorti en 2000.

## Synopsis
Un jeune garagiste asocial part à la recherche de sa femme qui l'a abandonné. Une de ses amies d'enfance, amoureuse de lui, l'accompagne. Ils rencontrent un prince africain et commencent à commettre des hold-up.

## Fiche technique
- Titre : Les Savates du bon Dieu
- Réalisation : Jean-Claude Brisseau
- Scénario : Jean-Claude Brisseau
- Production : Corinne Bertelot, Jean-Claude Brisseau, Nicole Cavillon, Gaëlle Duchemin, Frédéric Sichler et Daniel Toscan du Plantier
- Musique : Jean Musy
- Photographie : Laurent Fleutot et Romain Winding
- Montage : María Luisa García
- Décors : María Luisa García
- Costumes : María Luisa García
- Pays d'origine :  France
- Format : couleurs
- Genre : comédie dramatique
- Durée : 107 minutes
- Dates de sortie : 
  -  France : 8 mars 2000

## Distribution
- Stanislas Merhar : Fred
- Raphaële Godin : Sandrine
- Emil Abossolo-Mbo : Maguette
- Coralie Revel : Élodie
- Paulette Dubost : la grand-Mère
- Philippe Caroit : Jacques
- Noémie Kocher : le professeur du collège
- Christophe Inan : Policier

## À noter
- Le film a été tourné à Saint-Étienne et dans le Luberon.